# 스티브 윈

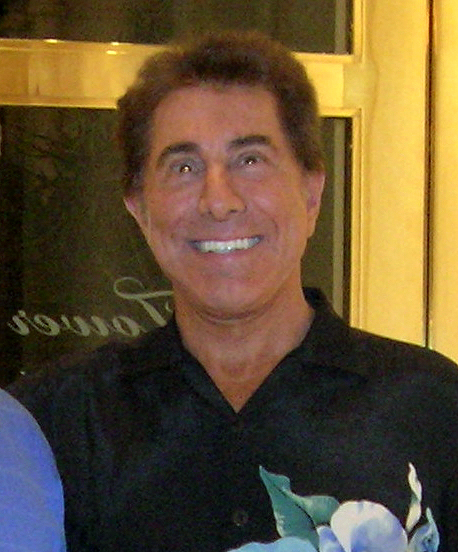
2008년 6월 모습

스티브 윈(Steve Wynn, 본명: Stephen Alan Wynn, 1942년 1월 27일 ~ )은 미국의 부동산 개발자이자 미술품 수집가이다. 그는 사임하기 전에 고급 카지노 및 호텔 산업에 참여한 것으로 유명했다. 경력 초기에 그는 미시시피의 골든 너겟(Golden Nugget), 골든 너겟 애틀랜틱 시티(Golden Nugget Atlantic City), 미라주 (호텔), 트레저 아일랜드, 벨라조 (호텔) 및 보 리바쥬를 포함하여 여러 유명한 라스베가스 및 애틀랜틱 시티 호텔의 건설 및 운영을 감독했다. 1990년대 라스베이거스 스트립의 부활과 확장에 중추적인 역할을 했다. 2000년에 윈은 자신의 회사인 미라주 리조트(Mirage Resorts)를 MGM 그랜드(MGM Grand Inc.)에 매각하여 MGM 미라주(현 MGM 리조트 인터내셔널)를 설립했다. 윈은 나중에 기업 공개를 통해 자신의 회사인 윈 리조트를 상장했으며 2018년 2월 6일 사임을 발표할 때까지 윈 리조트의 CEO 겸 이사회 의장을 역임했다. 그는 공화당의 저명한 기부자이며, 2017년 1월부터 2018년 1월까지 성추행 혐의로 사임하면서 공화당 전국위원회 재정위원장을 맡았다.
그는 윈 리조트를 통해 2005년 윈 라스베이거스, 2006년 윈 마카오, 2008년 앙코르 라스베이거스(Encore Las Vegas), 2010년 윈 마카오의 앙코르(Encore), 2016년 마카오의 윈 팰러스(Wynn Palace) 등 여러 럭셔리 리조트의 건설 및 개발을 감독했다. 보스턴 근처의 에버렛은 2019년 6월 앙코르 보스턴 하버(Encore Boston Harbor)라는 이름으로 개장했다. 2006년에 윈은 미국 게임 협회 명예의 전당에 헌액되었다. 2015년 9월, 포브스는 윈의 순자산을 24억 달러로 추산하여 미국인 279번째로 부유한 사람으로 기록했다. 스티브 윈은 파블로 피카소, 클로드 모네와 같은 예술가들의 작품을 포함한 미술품을 수집한다.
2018년 2월 6일, 윈은 괴롭힘, 폭행, 강압 등의 성추행 혐의로 윈 리조트의 CEO직에서 물러났다. 윈은 혐의를 부인했다.